# Chiesa di Santa Maria della Visitazione (Ferrara)
La chiesa della Visitazione di Maria Vergine, o della Madonna della porta di sotto, detta della Madonnina, è una chiesa di Ferrara che sorge in angolo tra le vie Formignana e Carlo Mayr.

## Storia
Edificata nel 1526 per volontà popolare al fine di custodire al suo interno la veneratissima immagine in affresco della Madonna della Porta di Sotto, rimasta integra sotto le macerie della struttura appartenente alle mura medievali, demolita per volontà di Alfonso I d'Este nel 1510. Danneggiata dal terremoto del 1570 fu restaurata e ricostruita nel prospetto di facciata dall'architetto Alberto Schiatti. Dal 1615 al 1797 fu affidata ai chierici dell'Ordine di San Camillo de Lellis. Espropriata dal demanio nel 1810, venne riaperta al culto nel 1813. Nuovamente officiata dai Camilliani, poi dai Missionari del Preziosissimo Sangue, divenne parrocchia nel 1957.
L'edificio religioso è stato restaurato dopo il sisma del 2012 e riaperto al culto nel 2022.

## Architettura
La facciata tardorinascimentale, realizzata in cotto a vista, presenta un ordine inferiore scandito da lesene doriche su alto basamento che sorreggono il fregio ed un ordine superiore con lesene ioniche a sostegno del timpano, raccordato a due pinnacoli laterali tramite volute. Il portale e le finestre sono incorniciati da elementi verticali marmorei a sostegno di un architrave con cimasa spezzata. 
La struttura absidale si articola in tre absidi dove quelle laterali sono di volume inferiore. 
L'interno, a croce greca con tre navate, si distingue per la presenza degli elementi portanti in cotto. Tra le opere conservate nella chiesa, si trovano l'immagine prodigiosa della Madonnina, attribuita ad un pittore ferrarese del XV secolo, il San Carlo Borromeo in estasi del Bononi (in deposito presso Musei Civici di Arte Antica), il San Gerolamo del Bastianino, due tele di Gaspare Venturini (XVI secolo) ed una tela dal soggetto figurativo raro, col Cristo che scende dalla Croce verso la Beata Lutgarda.